# David Bolgarski
David (bolgarsko Давид [David]) je bil bolgarski plemič, najstarejši sin komita (grofa) Nikolaja in brat carja Samuela, * ni znano, † 976.
Po katastrofalni invaziji vojske Kijevske Rusije in bizantinski okupaciji severovzhodne Bolgarije leta 971 so David in njegovi trije mlajši bratje Mojzes, Aron in Samuel prevzeli obrambo države. Cesarstvo so razdelili na štiri dele (tetrarhija) in branili vsak svoj del. David je vladal v najjužnejšem delu cesarstva iz Prespe in Kastorije in bil odgovoren za  obrambo nevarnejšega dela meje, vključno s Solunom in Tesalijo. Leta 976 se je nameraval udeležiti velikega napada na Bizantinsko cesarstvo, vendar so ga med Prespo in Kosturjem ubili klateški Vlahi.

## Družinsko drevo
|       |       |       |       |       |       |  |  |          |          |          |          |          |          | komit Nikolaj | komit Nikolaj | komit Nikolaj | komit Nikolaj | komit Nikolaj | komit Nikolaj |       |       |  |  |                  |                  | Ripsimija Armenska | Ripsimija Armenska | Ripsimija Armenska | Ripsimija Armenska | Ripsimija Armenska | Ripsimija Armenska |
|       |       |       |       |       |       |  |  |          |          |          |          |          |          | komit Nikolaj | komit Nikolaj | komit Nikolaj | komit Nikolaj | komit Nikolaj | komit Nikolaj |       |       |  |  |                  |                  | Ripsimija Armenska | Ripsimija Armenska | Ripsimija Armenska | Ripsimija Armenska | Ripsimija Armenska | Ripsimija Armenska |
|       |       |       |       |       |       |  |  |          |          |          |          |          |          |               |               |               |               |               |               |       |       |  |  |                  |                  |                    |                    |                    |                    |                    |                    |
|       |       |       |       |       |       |  |  |          |          |          |          |          |          |               |               |               |               |               |               |       |       |  |  |                  |                  |                    |                    |                    |                    |                    |                    |
| David | David | David | David | David | David |  |  | Mojzes ? | Mojzes ? | Mojzes ? | Mojzes ? | Mojzes ? | Mojzes ? |               |               | Aron?         | Aron?         | Aron?         | Aron?         | Aron? | Aron? |  |  | Samuel Bolgarski | Samuel Bolgarski | Samuel Bolgarski   | Samuel Bolgarski   | Samuel Bolgarski   | Samuel Bolgarski   |                    |                    |

## Druga različica
Obstaja tudi druga različica o Davidovem poreklu. David je dobil naslov komita med službovanjem v bizantinski vojski, v kateri je bilo veliko armenskih najemnikov. Stepan Asogik, zgodovinar iz 11. stoletja, piše, da je bil  iz armenskega okrožja Derjan in je imel samo enega brata. To različico podpirata tudi zgodovinarja Nicholas Adontz  in Jordan Ivanov ter Samuelov napis, ki pravi, da je bil David Samuelov brat.  Samuelovo in Davidovo rodbino (Komitopuli) jasno ločujeta od Mojzesove in Aronove rodbine tudi arabski zgodovinar Jahja Antioški (11. stoletje) in arabski krščanski zgodovinar Girgis Al Makin (1205–1273):
- Simeon I. Bolgarski je imel več hčera in štiri sinove: 
  - Mihaela
  - Petra, poročenega z Armenko Ireno Lekapeno 
    - Boris
    - Roman

  - Ivana, poročenega z Armenko v Cezareji 
    - Mojzesa
    - Arona
      - Ivan Vladislav

  - Benjamina (Bajana).

- Komit Nikolaj je imel dva sinova:
  - Davida
  - Samuela
    - Gavril Radomir
    - več drugih otrok